# Selección de fútbol sub-20 de Tayikistán
La Selección de fútbol sub-20 de Tayikistán es el equipo que representa al país en el Mundial Sub-20 y en el Campeonato sub-19 de la AFC; y es controlado por la Federación de Fútbol de Takyikistán.

## Participaciones

### Mundial Sub-20
| Año   | Ronda                 | J                     | G                     | E                     | P                     | GF                    | GC                    |
| ----- | --------------------- | --------------------- | --------------------- | --------------------- | --------------------- | --------------------- | --------------------- |
| 1977  | Véase Unión Soviética | Véase Unión Soviética | Véase Unión Soviética | Véase Unión Soviética | Véase Unión Soviética | Véase Unión Soviética | Véase Unión Soviética |
| 1979  | Véase Unión Soviética | Véase Unión Soviética | Véase Unión Soviética | Véase Unión Soviética | Véase Unión Soviética | Véase Unión Soviética | Véase Unión Soviética |
| 1981  | Véase Unión Soviética | Véase Unión Soviética | Véase Unión Soviética | Véase Unión Soviética | Véase Unión Soviética | Véase Unión Soviética | Véase Unión Soviética |
| 1983  | Véase Unión Soviética | Véase Unión Soviética | Véase Unión Soviética | Véase Unión Soviética | Véase Unión Soviética | Véase Unión Soviética | Véase Unión Soviética |
| 1985  | Véase Unión Soviética | Véase Unión Soviética | Véase Unión Soviética | Véase Unión Soviética | Véase Unión Soviética | Véase Unión Soviética | Véase Unión Soviética |
| 1987  | Véase Unión Soviética | Véase Unión Soviética | Véase Unión Soviética | Véase Unión Soviética | Véase Unión Soviética | Véase Unión Soviética | Véase Unión Soviética |
| 1989  | Véase Unión Soviética | Véase Unión Soviética | Véase Unión Soviética | Véase Unión Soviética | Véase Unión Soviética | Véase Unión Soviética | Véase Unión Soviética |
| 1991  | Véase Unión Soviética | Véase Unión Soviética | Véase Unión Soviética | Véase Unión Soviética | Véase Unión Soviética | Véase Unión Soviética | Véase Unión Soviética |
| 1993  | Véase Unión Soviética | Véase Unión Soviética | Véase Unión Soviética | Véase Unión Soviética | Véase Unión Soviética | Véase Unión Soviética | Véase Unión Soviética |
| 1995  | No clasificó          | No clasificó          | No clasificó          | No clasificó          | No clasificó          | No clasificó          | No clasificó          |
| 1997  | No clasificó          | No clasificó          | No clasificó          | No clasificó          | No clasificó          | No clasificó          | No clasificó          |
| 1999  | No clasificó          | No clasificó          | No clasificó          | No clasificó          | No clasificó          | No clasificó          | No clasificó          |
| 2001  | No clasificó          | No clasificó          | No clasificó          | No clasificó          | No clasificó          | No clasificó          | No clasificó          |
| 2003  | No clasificó          | No clasificó          | No clasificó          | No clasificó          | No clasificó          | No clasificó          | No clasificó          |
| 2005  | No clasificó          | No clasificó          | No clasificó          | No clasificó          | No clasificó          | No clasificó          | No clasificó          |
| 2007  | No clasificó          | No clasificó          | No clasificó          | No clasificó          | No clasificó          | No clasificó          | No clasificó          |
| 2009  | No clasificó          | No clasificó          | No clasificó          | No clasificó          | No clasificó          | No clasificó          | No clasificó          |
| 2011  | No clasificó          | No clasificó          | No clasificó          | No clasificó          | No clasificó          | No clasificó          | No clasificó          |
| 2013  | No clasificó          | No clasificó          | No clasificó          | No clasificó          | No clasificó          | No clasificó          | No clasificó          |
| 2015  | No clasificó          | No clasificó          | No clasificó          | No clasificó          | No clasificó          | No clasificó          | No clasificó          |
| 2017  | No clasificó          | No clasificó          | No clasificó          | No clasificó          | No clasificó          | No clasificó          | No clasificó          |
| 2019  | No clasificó          | No clasificó          | No clasificó          | No clasificó          | No clasificó          | No clasificó          | No clasificó          |
| 2021  | Por definirse         | Por definirse         | Por definirse         | Por definirse         | Por definirse         | Por definirse         | Por definirse         |
| Total | 0/22                  | 0                     | 0                     | 0                     | 0                     | 0                     | 0                     |

### Campeonato sub-19 de la AFC
| Año   | Resultado        | J            | G            | E            | P            | GF           | GC           |
| ----- | ---------------- | ------------ | ------------ | ------------ | ------------ | ------------ | ------------ |
| 1994  | No clasificó     | No clasificó | No clasificó | No clasificó | No clasificó | No clasificó | No clasificó |
| 1996  | No clasificó     | No clasificó | No clasificó | No clasificó | No clasificó | No clasificó | No clasificó |
| 1998  | No clasificó     | No clasificó | No clasificó | No clasificó | No clasificó | No clasificó | No clasificó |
| 2000  | No clasificó     | No clasificó | No clasificó | No clasificó | No clasificó | No clasificó | No clasificó |
| 2002  | No clasificó     | No clasificó | No clasificó | No clasificó | No clasificó | No clasificó | No clasificó |
| 2004  | No clasificó     | No clasificó | No clasificó | No clasificó | No clasificó | No clasificó | No clasificó |
| 2006  | Fase de grupos   | 3            | 0            | 0            | 3            | 1            | 8            |
| 2008  | Fase de grupos   | 3            | 1            | 1            | 1            | 6            | 8            |
| 2010  | No clasificó     | No clasificó | No clasificó | No clasificó | No clasificó | No clasificó | No clasificó |
| 2012  | No clasificó     | No clasificó | No clasificó | No clasificó | No clasificó | No clasificó | No clasificó |
| 2014  | No clasificó     | No clasificó | No clasificó | No clasificó | No clasificó | No clasificó | No clasificó |
| 2016  | Cuartos de final | 4            | 1            | 1            | 2            | 3            | 6            |
| Total | 3/39             | 6            | 2            | 1            | 6            | 10           | 22           |